# Institut mezinárodních studií Fakulty sociálních věd Univerzity Karlovy
Institut mezinárodních studií (zkráceně IMS) je součástí Fakulty sociálních věd Univerzity Karlovy, která vznikla v roce 1990. Byl založen v roce 1994 jako nejmladší součást FSV UK. Jeho struktura je výsledkem dlouhodobého procesu formování nového studijního oboru teritoriální studia. Poskytuje vysokoškolské vzdělání bakalářského, navazujícího magisterského i doktorského stupně. Sídlí v univerzitním areálu v pražských Jinonicích společně s Institut politologických studií a Institut sociologických studií. Ředitelem je doc. PhDr. Tomáš Nigrin, Ph.D., jeho dvěma zástupci jsou doc. PhDr. Jiří Vykoukal, CSc. (zástupce pro studium) a prof. Mgr. Tomáš Weiss, M.A., Ph.D. (zástupce pro vědu).
Za čtvrt století svého fungování se Institut mezinárodních studií vyprofiloval ve vědecko-pedagogické pracoviště. Zároveň zprostředkovává zahraniční a tuzemské stáže jak ve státní, tak v soukromé sféře.

## Katedry
IMS tvoří čtyři katedry a Herzlovo centrum izraelských studií (sdílené pracoviště s Institutem politologických studií).

### Katedry
- Katedra evropských studií
- Katedra německých a rakouských studií
- Katedra ruských a východoevropských studií
- Katedra severoamerických studií

## Studijní programy
IMS poskytuje vysokoškolské vzdělání bakalářského, navazujícího magisterského i doktorského stupně v českém i anglickém jazyce v prezenční i kombinované či distanční formě.
Bakalářské studijní programy
- Teritoriální studia (prezenční i distanční studium)
- Česko-německá studia (double degree, prezenční studium)
- History and Area Studies (prezenční studium v angličtině)

Magisterské studijní programy
- Teritoriální studia (prezenční studium)
- Balkánská, euroasijská a středoevropská studia (distanční studium)
- Německá a středoevropská studia (double degree, prezenční studium)
- Balkan, Eurasian and Central European Studies (prezenční studium v angličtině)
- Master in Area Studies (prezenční studium v angličtině)
- European Politics and Society (prezenční studium v angličtině)
- International Masters in Economy, State and Society (double degree, prezenční studium v angličtině)

Doktorské studijní programy
- Mezinárodní teritoriální studia (prezenční i kombinované studium)
- Moderní dějiny (prezenční i kombinované studium)
- Area Studies (prezenční i kombinované studium v angličtině)
- Modern History (prezenční i kombinované studium v angličtině)

## Profil absolventů
Absolventi studijních programů vyučovaných na IMS disponují znalostmi moderních dějin, právně-politického, ekonomického a socio-kulturního zázemí v těch teritoriích, která jsou náplní vědecké a pedagogické práce institutu.
Absolventi se orientují se v praktických důsledcích historických i soudobých událostí. Působí ve státní správě, v diplomacii, politice, v tajných službách, ale i v soukromé sféře. Někteří se uplatnili v evropských institucích, OSN, OBSE či NATO a spolupracujících subjektech.
Mezi absolventy patří např. Jakub Szántó, Martin Jonáš, Jakub Kulhánek nebo Jan Lipavský.